# Persone di cognome Green
| Questa pagina contiene informazioni ricavate automaticamente dalle voci biografiche con l'ausilio del template Bio e di un bot. L'aggiornamento è periodico e automatico e ricostruisce completamente la pagina. Se manca una persona in questa lista, sei pregato di non aggiungerla, ma accertati piuttosto che la sua voce biografica contenga il template Bio e che i dati anagrafici siano correttamente compilati. Se il template Bio manca, inseriscilo tu stesso o, in alternativa, metti l'avviso {{tmp\|Bio}} che ne segnala la mancanza. Se i dati riportati sono sbagliati, correggi direttamente la voce biografica; le modifiche saranno visibili in questa lista entro pochi giorni. Per chiarimenti vedi il progetto antroponimi. La lista contiene solo le 206 persone che sono citate nell'enciclopedia e per le quali è stato implementato correttamente il template Bio. Pagina aggiornata al 23 lug 2025. |

Questa è una lista di persone presenti nell'enciclopedia che hanno il cognome Green, suddivise per attività principale.

## Allenatori di calcio(2)
- Brian Green, allenatore di calcio e calciatore inglese (Droylsden, n. 1935 - Rochdale, † 2012)
- John Green, allenatore di calcio e calciatore inglese (Warrington, n. 1939 - Warrington, † 2010)

## Antropologi(1)
- Edward C. Green, antropologo statunitense (n. 1944)

## Archeologi(1)
- Roger Green, archeologo neozelandese (Ridgewood, n. 1932 - Auckland, † 2009)

## Architetti(1)
- Leslie Green, architetto inglese (Londra, n. 1875 - Mundesley, † 1908)

## Arcivescovi cattolici(1)
- James Patrick Green, arcivescovo cattolico statunitense (Filadelfia, n. 1950)

## Artisti marziali misti(1)
- Bobby Green, artista marziale misto statunitense (San Bernardino, n. 1986)

## Astronomi(1)
- Charles Green, astronomo britannico (Swinton, n. 1734 - † 1771)

## Attivisti(2)
- Ernest Green, attivista statunitense (Little Rock, n. 1941)
- Stanley Green, attivista britannico (Harringay, n. 1915 - Londra, † 1993)

## Attori(6)
- Brian Austin Green, attore, produttore televisivo e produttore cinematografico statunitense (Los Angeles, n. 1973)
- Danny Green, attore inglese (Londra, n. 1903 - † 1973)
- Nigel Green, attore sudafricano (Pretoria, n. 1924 - Dallington, † 1972)
- Robson Green, attore, cantante e conduttore televisivo britannico (n. 1964)
- Thom Green, attore e ballerino australiano (Sydney, n. 1991)
- Tom Green, attore, comico e regista canadese (Pembroke, n. 1971)

## Attrici(10)
- Claire Kelly, attrice e modella statunitense (San Francisco, n. 1934 - Palm Springs, † 1998)
- Dorothy Green, attrice statunitense (Los Angeles, n. 1920 - Los Angeles, † 2008)
- Eva Green, attrice e modella francese (Parigi, n. 1980)
- Gatlin Green, attrice e cantante statunitense (Franklin, n. 1997)
- Jenna Leigh Green, attrice statunitense (West Hills, n. 1974)
- Kerri Green, attrice statunitense (Fort Lee, n. 1967)
- Marika Green, attrice svedese (Södermalm, n. 1943)
- Melanie Green, attrice argentina (Rosario, n. 1988)
- Mitzi Green, attrice statunitense (Bronx, n. 1920 - Huntington Beach, † 1969)
- Jean Parker, attrice statunitense (Deer Lodge, n. 1915 - Los Angeles, † 2005)

## Aviatori(2)
- Andy Green, aviatore e pilota automobilistico inglese (Atherstone, n. 1962)
- William Green, aviatore, scrittore e giornalista britannico (n. 1927 - † 2010)

## Bassisti(1)
- Max Green, bassista e cantante statunitense (Cincinnati, n. 1984)

## Biatleti(1)
- Brendan Green, ex biatleta canadese (Hay River, n. 1986)

## Biblisti(1)
- Joel B. Green, biblista e teologo statunitense (n. 1956)

## Bobbisti(1)
- Charles Patrick Green, bobbista britannico (Pietermaritzburg, n. 1914 - Owen Sound, † 1999)

## Calciatori(14)
- Adam Green, ex calciatore inglese (Hillingdon, n. 1984)
- Andre Green, calciatore inglese (Solihull, n. 1998)
- Anthony Green, ex calciatore scozzese (Glasgow, n. 1946)
- Dwayne Green, calciatore olandese (Gorinchem, n. 1996)
- Etienne Green, calciatore inglese (Colchester, n. 2000)
- Evan Green, calciatore britannico (Eastbourne, n. 1993)
- Frederick Green, calciatore inglese (Wrexham, n. 1851 - † 1928)
- George Green, calciatore inglese (Northowram, n. 1914 - Halifax, † 1995)
- Julian Green, calciatore statunitense (Tampa, n. 1995)
- Ken Green, calciatore inglese (Londra, n. 1924 - Sutton Coldfield, † 2001)
- Paul Green, ex calciatore irlandese (Pontefract, n. 1983)
- Rasmus Green, calciatore danese (n. 1980 - Næstved, † 2006)
- Robert Green, ex calciatore inglese (Chertsey, n. 1980)
- Steve Green, calciatore giamaicano (n. 1976)

## Calciatrici(2)
- Anna Green, calciatrice britannica (Stockport, n. 1990)
- Mollie Green, calciatrice inglese (n. 1997)

## Canoisti(2)
- Dennis Green, canoista australiano (Epping, n. 1931 - Sydney, † 2018)
- Thomas Green, canoista australiano (Queensland, n. 1999)

## Canottieri(1)
- Nick Green, canottiere australiano (Melbourne, n. 1967)

## Cantanti(2)
- Al Green, cantante e pastore protestante statunitense (Forrest City, n. 1946)
- Derrick Green, cantante statunitense (Cleveland, n. 1971)

## Cantautori(5)
- Adam Green, cantautore statunitense (Mount Kisco, n. 1981)
- Dallas Green, cantautore canadese (St. Catharines, n. 1980)
- Jesse Green, cantautore e musicista giamaicano (Parrocchia di Saint James, n. 1948)
- Pat Green, cantautore statunitense (San Antonio, n. 1972)
- Steve Green, cantautore e musicista statunitense (Portland, n. 1956)

## Cestiste(2)
- Cheridene Green, cestista britannica (Londra, n. 1995)
- Danielle Green, ex cestista statunitense (Filadelfia, n. 1986)

## Cestisti(39)
- A.J. Green, cestista statunitense (Cedar Falls, n. 1999)
- Jeff Green, cestista statunitense (Cheverly, n. 1986)
- Johnny Green, cestista statunitense (Dayton, n. 1933 - Huntington, † 2023)
- Ken Green, ex cestista statunitense (Atlanta, n. 1959)
- Kenny Green, ex cestista statunitense (Eustis, n. 1964)
- Kenny Green, ex cestista statunitense (Waterbury, n. 1967)
- Marques Green, ex cestista statunitense (Norristown, n. 1982)
- Mike Green, cestista statunitense (McComb, n. 1951 - † 2018)
- Mike Green, ex cestista statunitense (Filadelfia, n. 1985)
- Nate Green, ex cestista e arbitro di pallacanestro statunitense (Des Moines, n. 1977)
- Sihugo Green, cestista statunitense (New York, n. 1933 - Pittsburgh, † 1980)
- Steve Green, ex cestista statunitense (Madison, n. 1953)
- Tom Green, cestista e allenatore di pallacanestro statunitense (Baton Rouge, n. 1956 - † 2015)
- Caleb Green, ex cestista statunitense (Tulsa, n. 1985)
- Devin Green, ex cestista statunitense (Columbus, n. 1982)
- Dominic Green, cestista statunitense (Renton, n. 1997)
- Draymond Green, cestista statunitense (Saginaw, n. 1990)
- Erick Green, cestista statunitense (Inglewood, n. 1991)
- Garlon Green, cestista statunitense (Houston, n. 1991)
- JaMychal Green, cestista statunitense (Montgomery, n. 1990)
- Jalen Green, cestista statunitense (Merced, n. 2002)
- Javonte Green, cestista statunitense (Petersburg, n. 1993)
- Jeremy Green, ex cestista statunitense (Austin, n. 1990)
- Jerry Green, ex cestista statunitense (Pomona, n. 1980)
- Jordan Green, ex cestista statunitense (Flower Mound, n. 1993)
- Josh Green, cestista australiano (Sydney, n. 2000)
- Juan'ya Green, ex cestista statunitense (Filadelfia, n. 1992)
- Lamar Green, ex cestista statunitense (Birmingham, n. 1947)
- Litterial Green, ex cestista e allenatore di pallacanestro statunitense (Pascagoula, n. 1970)
- Luther Green, cestista statunitense (New York, n. 1946 - Brooklyn, † 2006)
- Quade Green, cestista statunitense (Filadelfia, n. 1998)
- Rickey Green, ex cestista statunitense (Chicago, n. 1954)
- Rodney Green, cestista statunitense (Filadelfia, n. 1988)
- Sean Green, ex cestista statunitense (Santa Monica, n. 1970)
- Sidney Green, ex cestista e allenatore di pallacanestro statunitense (New York, n. 1961)
- Steven Green, cestista statunitense (Phoenix, n. 1993)
- Taurean Green, ex cestista statunitense (Fort Lauderdale, n. 1986)
- Willie Green, ex cestista e allenatore di pallacanestro statunitense (Detroit, n. 1981)
- Yaniv Green, ex cestista israeliano (Tel Aviv, n. 1980)

## Chitarristi(2)
- Gary Green, chitarrista britannico (Stroud Green, n. 1950)
- Grant Green, chitarrista e compositore statunitense (Saint Louis, n. 1935 - New York, † 1979)

## Compositori(1)
- Johnny Green, compositore statunitense (New York, n. 1908 - Los Angeles, † 1989)

## Conduttori televisivi(1)
- Hughie Green, conduttore televisivo, attore e produttore televisivo britannico (Londra, n. 1920 - Londra, † 1997)

## Danzatrici su ghiaccio(1)
- Hilary Green, ex danzatrice su ghiaccio britannica (n. 1951)

## Drammaturghi(1)
- Paul Green, commediografo e sceneggiatore statunitense (Lillington, n. 1894 - Chapel Hill, † 1981)

## Editori(1)
- Wayne Green, editore e scrittore statunitense (Littleton, n. 1922 - Peterborough, † 2013)

## Egittologi(1)
- Frederick William Green, egittologo britannico (Londra, n. 1869 - Great Shelford, † 1949)

## Esploratori(2)
- Charles Green, esploratore britannico (Richmond, n. 1888 - North Yorkshire, † 1974)
- Frederick Thomas Green, esploratore canadese (Montréal, n. 1829 - Heigamkab, † 1876)

## Fisici(1)
- Michael Green, fisico britannico (Londra, n. 1946)

## Giocatori di baseball(1)
- Shawn Green, ex giocatore di baseball statunitense (Des Plaines, n. 1972)

## Giocatori di football americano(25)
- Trent Green, ex giocatore di football americano statunitense (Cedar Rapids, n. 1970)
- A.J. Green, ex giocatore di football americano statunitense (Summerville, n. 1988)
- Ahman Green, ex giocatore di football americano e attore statunitense (Omaha, n. 1977)
- Alex Green, giocatore di football americano statunitense (Portland, n. 1988)
- Antoine Green, giocatore di football americano statunitense (Rockledge, n. 1999)
- Chaz Green, giocatore di football americano statunitense (Tampa, n. 1992)
- Cornell Green, ex giocatore di football americano statunitense (St. Petersburg, n. 1976)
- Darrell Green, ex giocatore di football americano statunitense (Houston, n. 1960)
- Gary Green, ex giocatore di football americano statunitense (San Antonio, n. 1955)
- Hugh Green, giocatore di football americano statunitense (Natchez, n. 1959)
- Jacob Green, ex giocatore di football americano statunitense (Pasadena, n. 1957)
- Johnny Green, giocatore di football americano statunitense (West Point, n. 1937 - † 2019)
- Jonte Green, ex giocatore di football americano statunitense (Tampa, n. 1989)
- Kendrick Green, giocatore di football americano statunitense (Peoria, n. 1998)
- Kenyon Green, giocatore di football americano statunitense (Humble, n. 2001)
- Ladarius Green, giocatore di football americano statunitense (Pensacola, n. 1990)
- Mike Green, ex giocatore di football americano statunitense (Ruston, n. 1976)
- Mike Green, giocatore di football americano statunitense (Williamsburg, n. 2003)
- Rasheem Green, giocatore di football americano statunitense (Los Angeles, n. 1997)
- Renardo Green, giocatore di football americano statunitense (Orlando, n. 2000)
- Sammy Green, ex giocatore di football americano statunitense (Bradenton, n. 1954)
- T.J. Green, giocatore di football americano statunitense (Sylacauga, n. 1995)
- Tim Green, ex giocatore di football americano statunitense (Liverpool, n. 1963)
- Virgil Green, giocatore di football americano statunitense (Tulare, n. 1988)
- Yatil Green, ex giocatore di football americano statunitense (Gainesville, n. 1973)

## Giocatori di poker(2)
- Henry Green, giocatore di poker statunitense
- Perry Green, giocatore di poker statunitense (Seattle, n. 1936)

## Golfisti(1)
- Ken Green, golfista statunitense (Danbury, n. 1958)

## Hockeisti su ghiaccio(2)
- Mike Green, hockeista su ghiaccio canadese (Calgary, n. 1985)
- Morten Green, ex hockeista su ghiaccio danese (Hørsholm, n. 1981)

## Imprenditrici(1)
- Hetty Green, imprenditrice statunitense (New Bedford, n. 1834 - New York, † 1916)

## Ingegneri(1)
- Andrew Green, ingegnere britannico (n. 1965)

## Lottatori(1)
- James Malcolm Green, lottatore statunitense (Willingboro, n. 1992)

## Marciatori(1)
- Tommy Green, marciatore britannico (Fareham, n. 1894 - Eastleigh, † 1975)

## Matematici(2)
- Ben Green, matematico britannico (Bristol, n. 1977)
- George Green, matematico e fisico britannico (Nottingham, n. 1793 - Nottingham, † 1841)

## Militari(1)
- Florence Green, militare e supercentenaria britannica (Londra, n. 1901 - King's Lynn, † 2012)

## Modelle(3)
- Belinda Green, modella australiana (Sydney, n. 1952)
- Nancy Green, modella, cuoca e attivista statunitense (Mount Sterling, n. 1834 - Chicago, † 1923)
- Pamela Green, modella, attrice e editrice britannica (Kingston upon Thames, n. 1929 - Isola di Wight, † 2010)

## Musicisti(2)
- Bonobo, musicista e disc jockey britannico (Brighton, n. 1976)
- Jack Green, musicista e cantautore britannico (Glasgow, n. 1951 - Ryde, † 2024)

## Nobildonne(1)
- Maud Green, nobildonna inglese (Northamptonshire - † 1531)

## Ostacolisti(2)
- Jack Green, ostacolista e velocista britannico (Maidstone, n. 1991)
- Leford Green, ostacolista e velocista giamaicano (Saint Mary, n. 1986)

## Pallavoliste(1)
- Mara Green, pallavolista statunitense (McDonough, n. 1994)

## Pianisti(1)
- Gil Evans, pianista, arrangiatore e compositore canadese (Toronto, n. 1912 - Cuernavaca, † 1988)

## Piloti automobilistici(2)
- Jeff Green, pilota automobilistico statunitense (Owensboro, n. 1962)
- Jamie Green, pilota automobilistico britannico (Leicester, n. 1982)

## Pittori(1)
- Michael Green, pittore e scultore britannico (Nyasaland, n. 1929 - Molini di Triora, † 2022)

## Politici(8)
- Gene Green, politico statunitense (Houston, n. 1947)
- Al Green, politico statunitense (New Orleans, n. 1947)
- Bill Green, politico statunitense (New York, n. 1929 - New York, † 2002)
- Damian Green, politico britannico (Barry, n. 1956)
- Hamilton Green, politico guyanese (Georgetown, n. 1934)
- Josh Green, politico e medico statunitense (Kingston, n. 1970)
- Mark Green, politico statunitense (Jacksonville, n. 1964)
- Nehemiah Green, politico statunitense (Contea di Hardin, n. 1837 - Manhattan, † 1890)

## Psicoanalisti(1)
- André Green, psicoanalista francese (Il Cairo, n. 1927 - Parigi, † 2012)

## Pugili(1)
- Mitch Green, pugile statunitense (Augusta, n. 1957)

## Rapper(3)
- Beetlejuice, rapper, attore e disc jockey statunitense (Browns Mills, n. 1968)
- Spice 1, rapper statunitense (Corsicana, n. 1970)
- Planet Asia, rapper statunitense (Fresno, n. 1976)

## Registi(7)
- Adam Green, regista, sceneggiatore e attore statunitense (Holliston, n. 1975)
- Alfred E. Green, regista e attore statunitense (Perris, n. 1889 - Hollywood, † 1960)
- David Gordon Green, regista, sceneggiatore e produttore cinematografico statunitense (Little Rock, n. 1975)
- Eugène Green, regista, sceneggiatore e drammaturgo francese (New York, n. 1947)
- Guy Green, regista, sceneggiatore e direttore della fotografia inglese (Frome, n. 1913 - Beverly Hills, † 2005)
- Joseph Green, regista, produttore cinematografico e attore polacco (Łódź, n. 1900 - New York, † 1996)
- Reinaldo Marcus Green, regista, sceneggiatore e produttore televisivo statunitense (New York, n. 1981)

## Rugbisti a 15(2)
- Craig Green, ex rugbista a 15 e allenatore di rugby a 15 neozelandese (Christchurch, n. 1961)
- Martin Green, rugbista a 15 e allenatore di rugby a 15 britannico (Solihull, n. 1945)

## Sceneggiatori(2)
- Adolph Green, sceneggiatore, librettista e commediografo statunitense (New York, n. 1914 - New York, † 2002)
- Michael Green, sceneggiatore e produttore televisivo statunitense (Mamaroneck, n. 1973)

## Scrittori(5)
- Gerald Green, scrittore, giornalista e produttore televisivo statunitense (Brooklyn, n. 1922 - Norwalk, † 2006)
- Henry Green, scrittore britannico (Forthampton, n. 1905 - Londra, † 1973)
- John Green, scrittore, youtuber e critico letterario statunitense (Indianapolis, n. 1977)
- Julien Green, scrittore e drammaturgo statunitense (Parigi, n. 1900 - Parigi, † 1998)
- Victor Hugo Green, scrittore e editore statunitense (New York, n. 1892 - New York, † 1960)

## Scrittori di fantascienza(1)
- Joseph Green, scrittore di fantascienza statunitense (Florida, n. 1931)

## Scrittrici(1)
- Anna Katharine Green, scrittrice statunitense (Brooklyn, n. 1846 - Buffalo, † 1935)

## Storici(1)
- Peter Green, storico, scrittore e traduttore britannico (Londra, n. 1924 - Iowa City, † 2024)

## Tennisti(2)
- Michael Green, tennista statunitense (Miami, n. 1937 - † 2016)
- Bob Green, ex tennista statunitense (Boston, n. 1960)

## Trombonisti(2)
- Bennie Green, trombonista statunitense (Chicago, n. 1923 - San Diego, † 1977)
- Urbie Green, trombonista statunitense (Mobile, n. 1926 - Hellertown, † 2018)

## Velociste(1)
- Nicole Green, ex velocista statunitense (n. 1971)

## Velocisti(1)
- Brian Green, velocista britannico (Ormskirk, n. 1941)

## Wrestler(4)
- Zachary Wentz, wrestler statunitense (Lima, n. 1994)
- Chelsea Green, wrestler canadese (Victoria, n. 1991)
- Kimber Lee, ex wrestler statunitense (Seattle, n. 1990)
- Lio Rush, wrestler statunitense (Lanham, n. 1994)

## Senza attività specificata(3)
- Charles Green, britannico (Londra, n. 1785 - Londra, † 1870)
- Dominique Green, statunitense (Houston, n. 1974 - Huntsville, † 2004)
- Nicholas Green, statunitense (San Francisco, n. 1987 - Messina, † 1994)